# Tugimaantee 12
De Tugimaantee 12 is een secundaire weg in Estland. De weg loopt van Kose naar Jägala en is 36,1 kilometer lang. 